# President interí del Pakistan
El president interí del Pakistan (en urdu: نگران صدر) és un càrrec temporal previstper la constitució del Pakistan. En el cas que el temps de servei d'un president acabi aviat o durant la seva absència, el president del Senat del Pakistan assumeix el càrrec, segons la línia de successió al president del Pakistan.
Dos president interins han estat al càrrec per breus períodes: Wasim Sajjad i Muhammad Mian Soomro. Sajjad serví com a president interí en dues ocasions no consecutives, el 1993 i el 1997-98.

## Llegenda
| Símbol  | Significat                       |
| ------- | -------------------------------- |
| PML (N) | Lliga Musulmana del Pakistan (N) |
| PML (Q) | Lliga Musulmana del Pakistan (Q) |

## Presidents interins
| No. | Portrait | Name (Birth–death)           | Took office     | Left office      | Partit polític (aliança)         | Partit polític (aliança) | Note(s)             | Ref(s) |
| --- | -------- | ---------------------------- | --------------- | ---------------- | -------------------------------- | ------------------------ | ------------------- | ------ |
| 1   | —        | Wasim Sajjad (1941–)         | 18 juliol 1993  | 14 novembre 1993 | Lliga Musulmana del Pakistan (N) | PML (N)                  | President del Senat | [ 3 ]  |
| 1   | —        | Wasim Sajjad (1941–)         | 2 desembre 1997 | 1 gener 1998     | Lliga Musulmana del Pakistan (N) | PML (N)                  | President del Senat | [ 3 ]  |
| 2   |          | Muhammad Mian Soomro (1950–) | 18 agost 2008   | 9 setembre 2008  | Lliga Musulmana del Pakistan (Q) | PML (Q)                  | President del Senat | [ 4 ]  |